# Софроний (Почаский)
Игумен Софроний (в миру Стефан Почаский, или Почасский; конец XVI или начало XVII века — после 1642 года) — православный философ, ритор и богослов эпохи барокко, профессор риторики, с 1638 по 1640 год возглавлявший Киевский коллегиум, основатель типографии в Яссах.

## Жизнь
О происхождении и жизни Софрония Почаского почти ничего не известно. Сохранились сведения о том, что Софроний в 1622 году состоял в Киевской братской школе. Допускают, что Софроний был одним из тех молодых монахов, которых Петр Могила послал совершенствовать образование за границу. Преподавал в лаврской школе.
Известно, что в 1642 году Софроний отправился в Молдавию. В Яссах стал игуменом монастыря Трёх святителей. При монастыре игумен Софроний Почаский сподвиг молдавского воеводу Василия Лупу основать в Яссах высшую школу. В 1641 году Петр Могила прислал в Молдавию типографию. В «Учительном евангелии», переведённом на румынский язык митрополитом Варлаамом и напечатанном кирилловским шрифтом, сообщаются следующие сведения: «Преосвященный отец Петр Могила, сын молдавского господаря… прислал типографию со всеми принадлежностями». Типография была установлена в том же монастыре Трех святителей и таким образом оказалась под началом Софрония Почаского.
Сохранилось письмо Софрония Почаского к Львовскому братству, в котором он выражал недовольство тем, как братчики приняли его во Львове и просил не задерживать отлитых по заказу молдавского господаря греческих литер.
Софроний Почаский известен, прежде всего, как автор богословского поэтического произведения «Евхаристион (ΕΥΧΑΡΙΣΤΗIΡΙΟΝ), албо вдячность (то есть признательность)…» (1632), посвящённого Петру Могиле по случаю Велика-дня. «Евхаристион» Софрония Почаского пронизан духом эпохи Барокко и является важным звеном для понимания истории проникновения западно-европейской учёности в литературу православных богословов.

## Язык
Как отмечает С.В. Грицына, язык «Евхаристиона» Софрония Почаского отличается обилием полонизмов, призванных обогатить риторическую составляющую текста, что представляет интерес в свете культуры Барокко.